# Río Kana
El Kana (del ruso: Кана) es un río de 50 kilómetros de largo en la parte suroccidental de la península de Kola, óblast de Murmansk, Rusia. El Kana es un afluente del río Umba. Tiene sus fuentes en los bosques al sureste del lago Imandra, alrededor de 25 km al sur de la ciudad de Apatity. Desde allí fluye en dirección sureste, a través de un paisaje en gran medida deshabitado dominado por bosques y ciénagas. Su salida está en el extremo norte del lago Kanozero en el río Umba.